# J6
J6（ジェイシックス）とは、1999年に結成された日本中央競馬会（JRA）の当時の現役騎手6人からなる歌手ユニットである。ユニット名は「J to the 6th power」の略。唯一発表した楽曲「Destination」は競馬学校騎手課程生徒募集のコマーシャルメッセージに使用された。

## メンバー
- 蛯名正義（現在は調教師）
- 後藤浩輝（2015年に他界）
- 四位洋文（現在は調教師）
- 田中勝春（現在は調教師）
- 藤田伸二（2015年に現役騎手引退）
- 松永幹夫（現在は調教師）

日本中央競馬会の関係者がCD発売元のテイチクにメンバーを推薦した。テイチク側はメンバー選びの根拠として「歌唱力」とともに「ルックス」を挙げている。CDについては女子大生をターゲットとしていたためでもあった。なお、メンバーのうち後藤浩輝はソロでもCDを出している。

## ディスコグラフィ

### シングル
- Destination（1999年8月21日、テイチク）
  - 作詞：大江千里、作曲：井上大輔、編曲：河越重義。井上にとっては最後の作品となった[2]。
  - 収録は1999年6月14日、騎手の所属（美浦トレーニングセンター・栗東トレーニングセンター）により2グループに分かれて行われた[1]が、同日に行われたメンバーのインタビューがボーナス・トラックとして収録されている。インタビュアーは漫画家のやまさき拓味。
  - 初回プレス特典としてメンバーの顔写真のシールが封入された[3]。

## 補足
- のちに蛯名は作詞の大江が司会をしていたNHK「トップランナー」にゲストで出演していた。